# ルイス・ボイル (初代キナルミーキーのボイル子爵)
初代キナルミーキーのボイル子爵ルイス・ボイル（英語: Lewis Boyle, 1st Viscount Boyle of Kinalmeaky、1619年5月23日 – 1642年9月3日）は、アイルランド王国出身の軍人、貴族。王党派に属した。

## 生涯
初代コーク伯爵リチャード・ボイルと2人目の妻キャサリン・フェントン（Catherine Fenton、サー・ジェフリー・フェントンの娘）の四男として、1619年5月23日に生まれた。1628年2月28日、わずか8歳未満でアイルランド貴族であるコーク県におけるキナルミーキーのボイル子爵とバンドン・ブリッジ男爵に叙された。この爵位は初代子爵の男系子孫が断絶した場合、その父である初代コーク伯爵の男系子孫が継承できるという特別残余権（special remainder）が定められた。また1628年4月1日に騎士爵に叙され、1636年3月17日にグレイ法曹院に入学した。
バンドン総督（Governor of Bandon）を務め、コーク県で王党派の1人として活動した。
1639年12月26日、エリザベス・フィールディング（Elizabeth Feilding、1667年9月3日頃没、初代デンビー伯爵ウィリアム・フィールディングの娘）と結婚した。
1642年9月3日、アイルランド同盟戦争のリスカロルの戦いで戦死、リズモア（Lismore）で埋葬された。爵位は特別残余権に基づき兄リチャードが継承した。死後の1660年7月14日、妻エリザベスが一代限りでギルフォード女伯爵に叙された。